# Perilitus moldavicus
Perilitus moldavicus är en stekelart som först beskrevs av Vladimir Ivanovich Tobias 1986.  Perilitus moldavicus ingår i släktet Perilitus och familjen bracksteklar. Inga underarter finns listade i Catalogue of Life.